# XCG-16滑翔運輸機
General Airborne Transport XCG-16是一款由通用空降運輸公司研製的突擊運輸滑翔機，其競爭對手為CG-13。XCG-16由洛克希德18型北極星進行牽引。

## 發展
CG-16的設計源自於文森特·伯內利在1930年5月13日頒發的美國專利號1,758,498中提出的舉升機身理論。為了參加美國陸軍航空軍位於萊特機場的新型突擊滑翔機競標，霍利·鮑魯斯和阿爾伯特·克魯茲(英語：Albert Criz)共同設計一款伯內利式的舉升機體滑翔機，稱為 Bowlus-Criz MC-1。
為了證明該概念的可行性以及空氣動力學品質，鮑魯斯先是製造一架1:2比例的原型機，並且成功試飛。該試飛的成功使兩人對於近一步的研製計畫胸有成足。
鮑魯斯和克里茲先是共組一間航空公司，而新成立的公司很快便收到三架MC-1的生產合同，其中兩架用於飛行，一架用於靜態測試。該公司很快就更名為通用空降運輸公司(英語：General Airborne Transport)，並開始著手生產全尺寸的MC-1原型機，軍用型號為 XCG-16。
全尺寸MC-1於1943年7月19日在阿爾伯特·克魯茲的公司註冊，編號為NX21757，於1943年9月11日在加利福尼亞州馬奇空軍預備役基地進行飛行測試，但哈普·阿諾德將軍的特別助理理查德·奇切在斯特·杜邦在示範飛行中發生悲劇。滑翔機飛過牽引機C-60的螺旋槳滑流時，未充分固定重力分配物，導致重心後移，並因此而墜毀。三名機組人員和乘客皆跳傘，然而只有兩人倖存下來。
儘管MC-1發生空難事件，美軍還是於1943年11月13日批准一份製造三架原型機的合約，並命名為USAAF XCG-16。雖然最終只建造1架XCG-16（44-76193），但美軍還是用其進行測試，並發現其優良的飛行性能。然而因為政策的改變，認為CG-16不具備圖記作戰能力，導致CG-16於1944年11月30日最終被取消。

## 型號

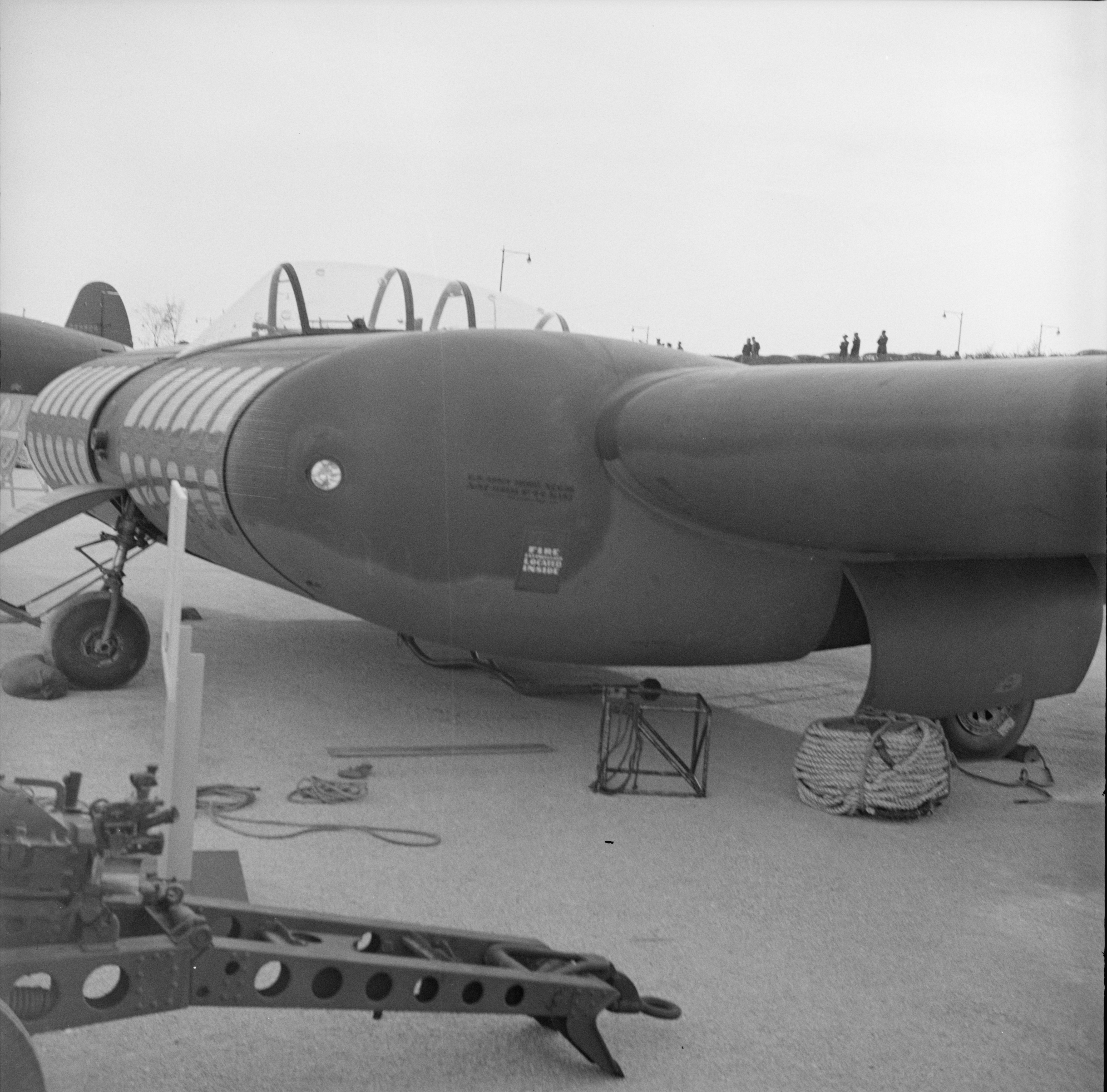
XCG-16

Bowlus-Criz MC-1 half-scale
一架1:2比利的模型。該模型的成功試飛證明MC-1的氣動造型設計的可行性。在試飛完成後，由唐·米歇爾改裝成飛翼機
Airborne and General MC-1
CG-16的全尺寸民用版本，在第二次飛行時（為示範飛行）墜毀
General Airborne Transport XCG-16
軍方訂購CG-16三架軍用全尺寸版本，最終完成一架，編號44-76193。儘管CG-16具有良好的飛行性能，但其完成預定任務的能力存在重大缺陷，因而最終慘遭放棄

## 外部連結
- "42 Place Wing Glides at 200 M.P.H." （页面存档备份，存于） detailed article with photos and drawings, June 1945 Popular Science
- Burnelli history （页面存档备份，存于）
- Don Mitchell autobiography 的存檔，存档日期2012-03-12.
- Уголок неба （页面存档备份，存于）
- Aircrash: XCG-16 的存檔，存档日期2012-02-05.
- The end of Forked Ghosts: Twin-tail-boom aircraft designs of 1939-45 — Facts and Fantasy
- XCG-16 Glider （页面存档备份，存于） — with photos and description
- Don Mitchell autobiography